# Gyrobroyeur

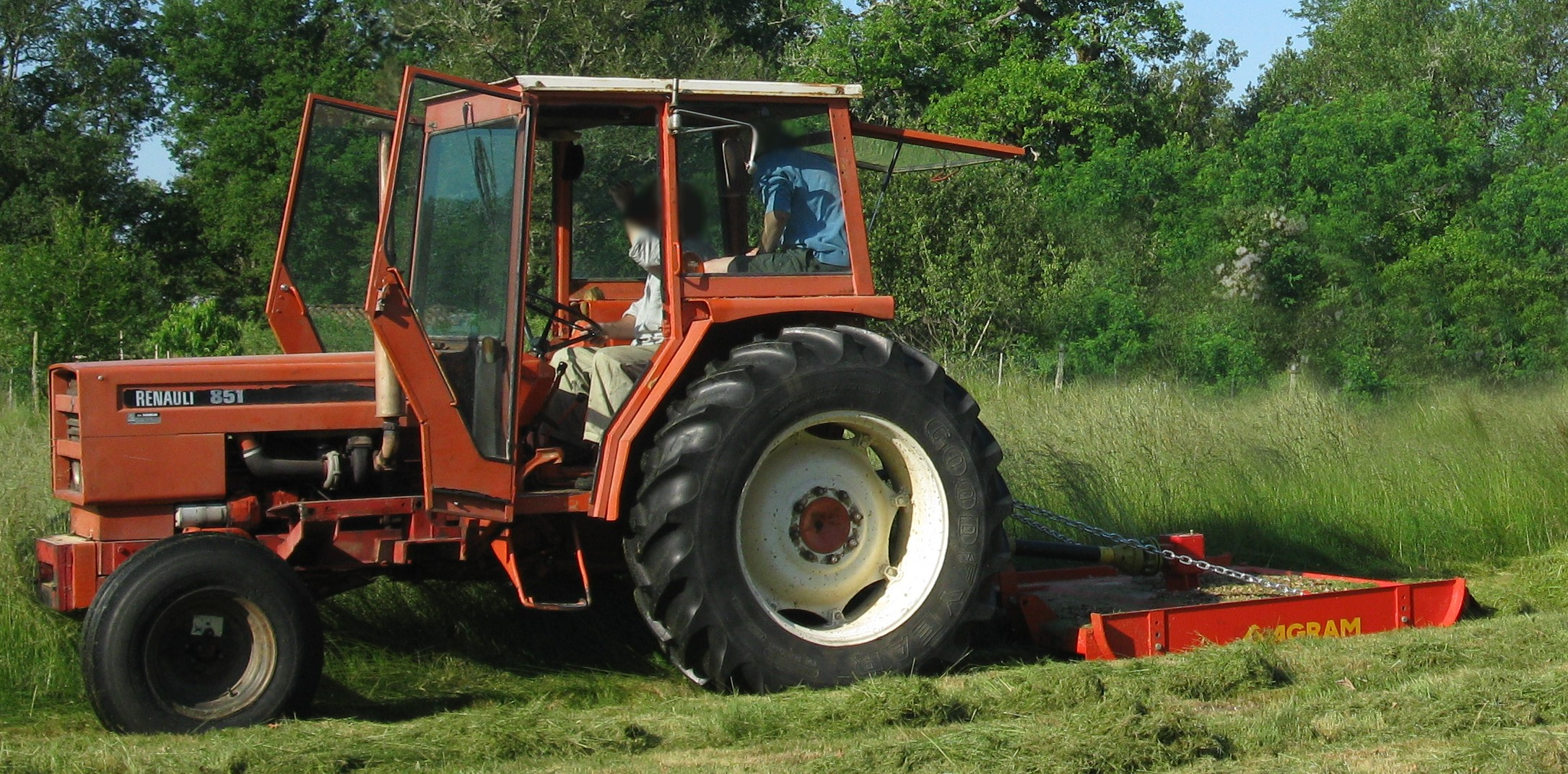
Opération de gyrobroyage réalisée avec un tracteur Renault 851.

Un gyrobroyeur, gyro-broyeur, girobroyeur ou broyeur à axe vertical est un outil adaptable sur tout véhicule agricole ou forestier muni d'une prise de force, servant à nettoyer une jachère, à débroussailler une friche ou le bas-côté des routes, en coupant et en broyant les végétaux. Il ne doit pas être confondu avec le broyeur à axe horizontal.
Si le porte-outil ne dispose pas de prise de force, un montage avec entraînement hydraulique est possible.

## Types
Le gyrobroyeur peut-être tracté derrière un tracteur agricole, ou bien animé par des petits engins de nettoyage spécialisés. Il repose sur le sol par l'intermédiaire de patins, de roue(s), ou bien d'un rouleau.

## Fonctionnement

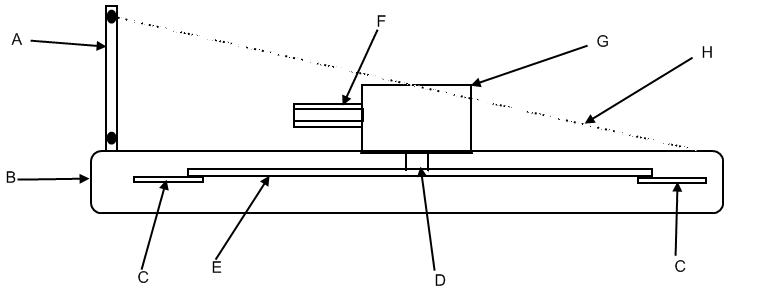
Différentes parties du gyrobroyeur :
A : Attelage trois points.
B : Châssis.
C : Couteaux.
D : Arbre de sortie de transmission.
E : Porte lame.
F : Arbre cannelé d'entrée de transmission.
G : Boitier de transmission.
H : Chaînes de rigidité.

La prise de force du tracteur entraine un cardan qui actionne l'axe horizontal d'un boitier de transmission qui transmet le mouvement de rotation à un arbre vertical qui actionne des lames (ou couteaux) ou des chaînes.
Les couteaux ou les chaînes peuvent être montés en sortie de boitier sur un support permettant leur entrainement et leur rotation. Il peut s'agir d'une barre, d'un triangle, d'un ou deux plateaux… ; les couteaux ou les chaînes sont alors considérés comme des pièces d'usure.
En fonction de l'environnement de travail on choisit le type de pièces d'usure :
- pour les environnements ensouchés ou empierrés, la chaîne est recommandée ;
- les systèmes à couteaux permettent un travail plus fin et une consommation moins importante (en fonction de l'inertie du montage d'entrainement).

Quand le gyrobroyeur est monté sur un engin spécialisé, il s'agit en général d'un véhicule du même type que les tondeuses autoportées : le système de transmission est constitué dans ce cas d'un palier et d'une poulie actionnée par une courroie trapézoïdale.
Le gyrobroyeur existe avec un ou deux boitiers selon la largeur de travail et la puissance admissible.

## Constructeurs
Le marché du gyrobroyeur est alimenté par de nombreux constructeurs dont voici une liste non exhaustive (en 2010).
- Agram
- Agric
- Avif 33
- Bobcat
- Bomford
- Bush Hog
- Cancela
- Casimiro
- Clavaud Constructeur (Gyromass)
- CMB
- Comeca
- Del Morino
- Demblon
- Dérin
- Desvoys
- Ebra
- Falco Nero
- Ferry
- Fischer
- Gard
- Gimbre
- GreenMech
- Grenier Franco
- Gyrax
- Hermes
- Howard
- Humus
- Ilmer
- John Deere
- Joper
- Joskin
- Kukowiak
- Kuhn
- Lagarde
- Lerin Cartel (Silofarmer)
- Lopez Garrido
- Mc Connel
- Cullerier - Sylvinov
- Nadalin
- Nicolas
- Nobili
- Payen
- Pellerano
- Perfect
- Pinot
- Plaisance Equipements
- Procut
- Promodis
- Quivogne
- Robert
- Rousseau
- Sauerburger
- Schulte
- Seppi
- SMA
- Suire
- Testas
- TS
- Votex
- Woods

## Galerie

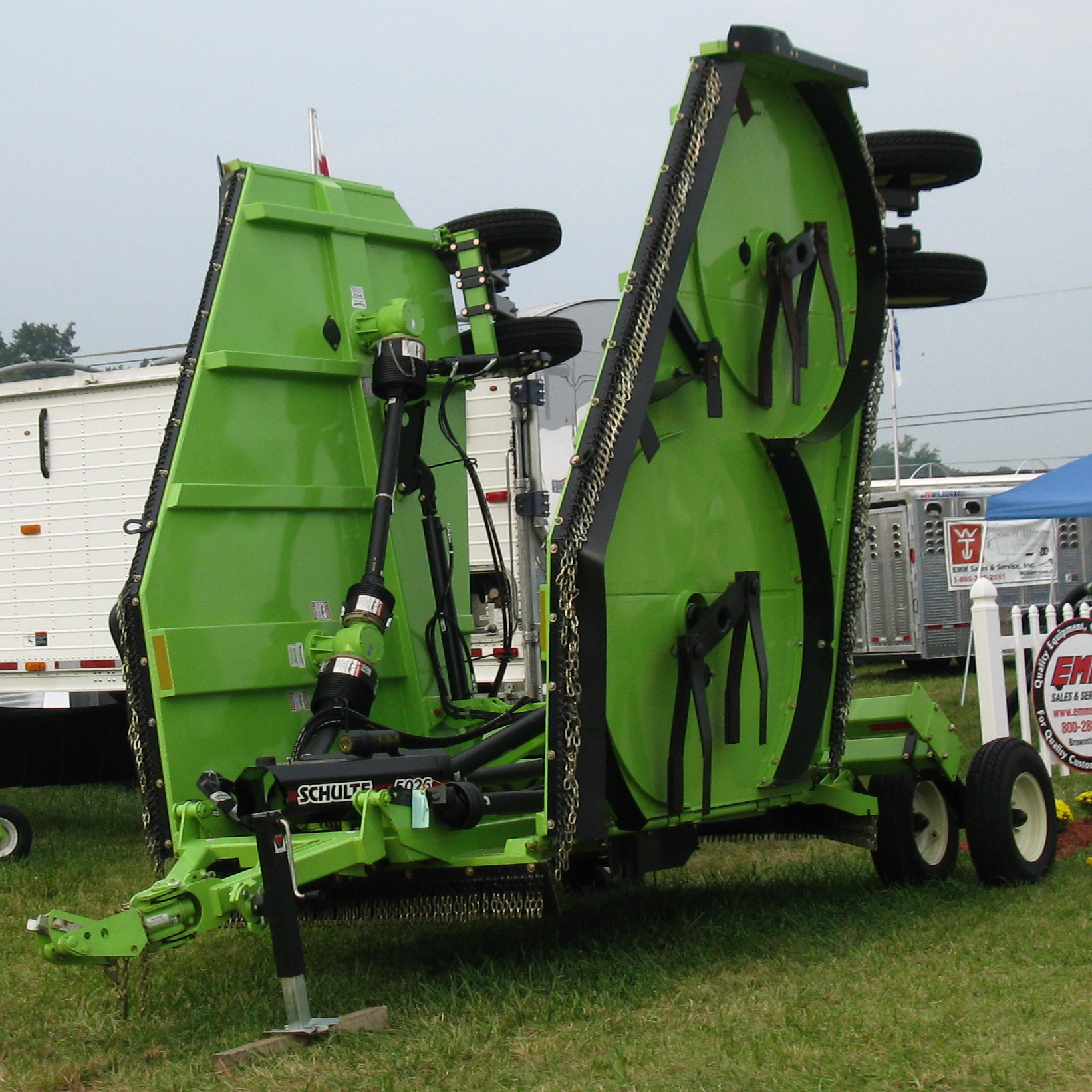
Modèle de gyrobroyeur large à plusieurs rotors, de marque Schulte.
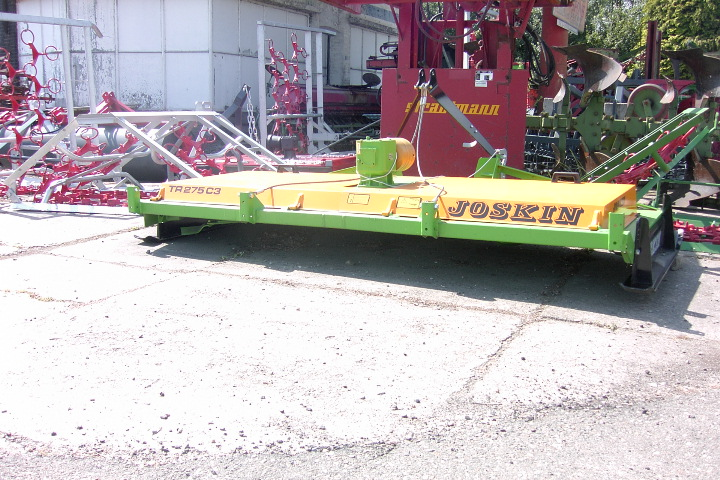
Modèle de gyrobroyeur sur lequel les lames sont entrainées par des courroies.
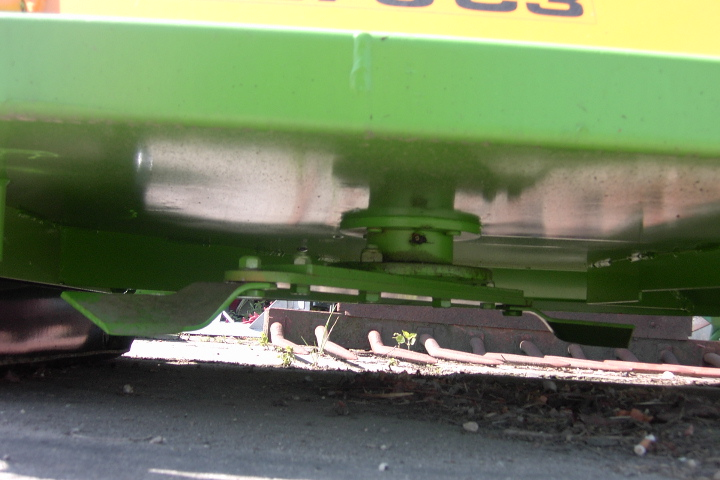
Détail d'une lame et porte-lame.